# Policleto
Policleto (in greco antico: Πολύκλειτος?, Polýkleitos; Argo, V secolo a.C. – ...) è stato uno scultore, bronzista e teorico greco antico, attivo tra il 460 e il 420 a.C. circa.
Fu una delle massime figure della scultura greca del periodo classico, dalla quale dipende gran parte della scultura greca del secolo successivo. Nessuna delle sue opere originali ci è giunta, infatti possiamo ammirare solamente le copie realizzate in età romana. Nel Doriforo Policleto ha portato alle ultime conseguenze la secolare tradizione scultorea che lo aveva preceduto, portando a soluzione in particolar modo i problemi impostati nell'Efebo di Crizio e dagli scultori protoclassici, trasformandoli in una dottrina di valenza universale. Di questo lavoro di selezione e approfondimento di problematiche relative al movimento, al volume e all'equilibrio, Policleto ha voluto lasciare testimonianza scritta, attraverso un commento chiamato Canone, di cui ci sono giunti due frammenti, in cui rendeva sistematiche le proporzioni e i rapporti numerici ideali del corpo umano.

## Biografia
Figlio di Motone, le fonti lo dicono generalmente nato ad Argo; solo Plinio il Vecchio, nel libro XXXIV della Naturalis historia, seguendo Senocrate (scultore e scrittore appartenente alla scuola di Sicione) lo indica come sicionio. Allievo di Agelada di Argo, sembra essere stato autonomamente attivo nel Peloponneso a partire dal 465 a.C., principalmente nella creazione di statue per i vincitori dei giochi olimpici.
Dovette trasferirsi ad Atene come scultore già noto nel decennio tra il 440 e il 430 a.C.; qui incontrò Fidia, ne vide le opere e influenzò a sua volta il collega con le sue. Per il periodo ateniese Plinio ricorda un ritratto dell'ingegnere militare di Pericle, Artemone, che aveva partecipato all'assedio di Samo nel 440-439 a.C. (Plutarco, Per., 27). Attorno al 435 a.C. è datato il concorso per le statue di amazzoni da dedicare nel tempio di Artemide a Efeso di cui riferisce Plinio (Nat. hist. XXXIV, 53), al quale Policleto avrebbe partecipato insieme a Fidia, Cresila e altri due scultori. Un altro elemento cronologico può essere tratto dal noto dialogo di Socrate con lo scultore Kleiton che viene solitamente identificato con Policleto (Senofonte, Memorabilia, III, 10. 6-8).
Tra le opere attribuite a Policleto dalle fonti, quella collegata alla data più recente è l'Era crisoelefantina per l'Heraion di Argo ricostruito a causa di un incendio tra il 423 e il 400 a.C.; la statua è ricordata come il capolavoro dello scultore, nata in diretta competizione con Fidia. Essa ci è nota attraverso riproduzioni su monete argive di epoca antoniniana, le quali riconducono ad una possibile copia della testa conservata al British Museum, e tramite la descrizione di Pausania (II, 17); le sue dimensioni non sono note ma si ipotizza una altezza di 8 metri considerando le dimensioni del tempio. L'Era crisoelefantina, come altre opere datate all'ultimo venticinquennio del secolo, potrebbe in realtà essere opera di Policleto II, un omonimo scultore, forse il nipote, attivo nella prima metà del IV secolo a.C. Plinio non la nomina; essa sarebbe l'unica opera non bronzea di Policleto tra quelle ricordate dalle fonti.

## Opere
(Plinio il Vecchio, Naturalis Historia, XXXIV, 56.)

### Il Canone di Policleto

Il Doriforo di Policleto. Museo archeologico nazionale di Napoli (inv. 6011)

Del trattato di Policleto ci sono giunti due frammenti, uno è contenuto nella Belopoeica di Filone di Bisanzio ed è relativo al sistema delle proporzioni con i suoi multipli e sottomultipli, il secondo è il noto passo riportato da Plutarco (Quaestiones convivales, II.3.2) e relativo alla difficoltà di lavorazione della statua laddove il modello in argilla fosse stato portato alla perfezione. I due richiami di Galeno all'opera di Policleto rimandano anch'essi ai principi della simmetria e della bellezza del corpo umano che consisterebbe nel rapporto di alcune parti con le parti maggiori e delle parti con il tutto. Tutti i passaggi relativi al trattato di Policleto nella letteratura antica sono stati sottoposti ad esegesi dalla fine del XIX secolo; un passaggio studiato solo a partire dalla metà del XX secolo, che non cita direttamente lo scultore, è contenuto nei Moralia di Plutarco (I, 91).
I tentativi effettuati per la ricostruzione del Canone di Policleto si scontrano con l'impossibilità di conoscere quali fossero i punti dai quali lo scultore partiva per l'applicazione del sistema (con l'eccezione parziale del braccio), e con la difficoltà di studiarlo a partire dalla statua già scolpita. Le copie di età romana, benché eseguite con la tecnica del riporto dei punti, con ogni probabilità venivano adattate al gusto dei contemporanei. Non vi è garanzia che i pochi punti usati dai copisti romani fossero gli stessi usati nel sistema canonico di Policleto. Le copie giunte a noi sono da ritenersi copie di copie e le copie in bronzo in particolare solo raramente venivano create a partire dal calco dell'originale.

### Statuaria

#### Discoforo
Il Discoforo, o portatore del disco, del quale esistono numerose repliche e varianti, è stato attribuito a Policleto su base esclusivamente stilistica, non essendo menzionato dalle fonti letterarie. L'originale perduto viene solitamente datato al 465 a.C. circa. Nel Discoforo Policleto sembra già aver avviato l'opera di selezione e perfezionamento della tradizione giunta sino a lui, ma la posa, la struttura del torso e la visione frontale richiamano opere di stile severo quali l'Apollo dell'omphalos, suggerendo una datazione alta. Si nota nella disposizione degli arti la soluzione chiastica che caratterizzerà tutte le opere successive di Policleto, ma è ancora assente la chiarezza nell'alternarsi di tensione e rilassatezza nei muscoli del torso e le gambe non possiedono ancora la posa tipica con la sinistra arretrata. L'identificazione del tipo come un discoforo da parte di Carlo Anti (Monumenti policletei, 1921) era stata suggerita inizialmente da una attaccatura alla coscia destra nella copia conservata al Museo Torlonia, ma una copia ritrovata a Efeso nel 1967 ha portato a dubitare che il giovane portasse originariamente un disco e ad ipotizzare anche in quest'opera giovanile la presenza di una lancia.

#### Cinisco di Mantinea
Ricordato da Pausania (VI, 4, II), si tratta della statua di Cinisco di Mantinea, vincitore alla gara di pugilato tra fanciulli, tra il 464 e il 460 a.C. L'identificazione (effettuata per la prima volta da Maxime Collignon) con l'Efebo Westmacott (Londra, British Museum 1754), che si innesta perfettamente sulla base rinvenuta nel santuario di Olimpia, non è concorde e l'efebo è ritenuto da studi recenti non anteriore al 430 a.C., mentre la base, non firmata, è databile epigraficamente al 470-450 a.C. Malgrado l'incertezza dell'identificazione, l'attribuzione del tipo dell'efebo a Policleto resta possibile.
Il tipo dell'efebo abbassa la testa verso destra alzando il braccio corrispondente nell'atto forse di incoronarsi (è l'ipotesi più convincente sostenuta originariamente da H. Winnefeld; l'ipotesi relativa allo strigile è di G. Hafner), lo stiramento dei pettorali provocato da questo movimento ritornerà nell'opera tarda del Diadumeno. Il peso si regge ora sulla gamba sinistra tesa, mentre la destra è portata indietro. Nella testa il trattamento dei capelli si allontana dal tipo del Discoforo e si avvicina a quello del Doriforo, le cui ciocche si dispongono ordinatamente a partire da un centro e divise sulla fronte.

#### Doriforo

Doriforo

Al Doriforo le fonti si riferiscono come al "canone": in quest'opera Policleto sembra avesse trasferito il sistema di proporzioni descritto nel trattato. Il soggetto dell'opera non è stato riconosciuto con certezza; la figura che Policleto ha commentato nel trattato poteva essere in origine un guerriero, un atleta o un eroe, mentre la possibilità che l'opera fosse un modello astratto, atto a rappresentare unicamente i principi artistici del suo creatore, in base a quanto affermato da Plinio, ossia che Policleto aveva voluto rappresentare l'arte stessa, implica la consapevole rappresentazione di un concetto astratto o di una figura simbolica, una tipologia ancora rara nel V secolo a.C., che sembra invece adattarsi alla mentalità ellenistica propria delle fonti di Plinio.
La replica ritenuta più aderente al ritmo generale della composizione, anche per la sua completezza, è quella del museo archeologico nazionale di Napoli (n. inv. 6011); un'altra replica presumibilmente fedele è il torso in basalto degli Uffizi che permette una chiara lettura dei piani muscolari. Lo squilibrio derivante dall'unica gamba di carico determina il riequilibrarsi della figura in una serie di contrapposti e ritmi chiastici. Le accentuazioni muscolari con il loro alternarsi di tensione e rilassatezza concorrono nel suggerire il movimento fornendo allo stesso tempo una struttura ordinata e di impianto monumentale.

#### Eracle
Del 440 a.C. circa, e comunque posteriore, al Doriforo si ritiene l'Eracle, forse l'Herakles qui Romae ricordato da Plinio, identificato in diverse copie che mostrano una figura sinuosa dovuta allo scostamento dell'anca e con la mano sinistra appoggiata sul fianco e posteriormente, come mostrato dalla statuetta del Museo Barracco (n. inv. 109). Nuove ricerche ed esigenze vengono lette anche nel differente trattamento del volto e dei capelli.

#### Amazzone ferita
Secondo la testimonianza di Plinio (XXXIV, 53), cinque artisti (Fibia, Policreto, Cresila, Cidone e Phradmon) parteciparono ad un concorso indetto dal santuario di Efeso con la creazione di statue di amazzoni bronzee le quali vennero in seguito esposte nel santuario stesso. I tentativi di attribuzione delle diverse tipologie scultoree identificate nelle copie di epoca romana non sono giunti ad esiti definitivi, mentre ancora si pone in dubbio l'esistenza storica del concorso e la stessa datazione degli originali al V secolo a.C. Nel tempo sono state attribuite a Policleto sia l'Amazzone di Sosikles (Roma, Musei Capitolini S651) sia l'Amazzone Lansdowne (repliche Sciarra - Berlino - New York).

#### Diadumeno

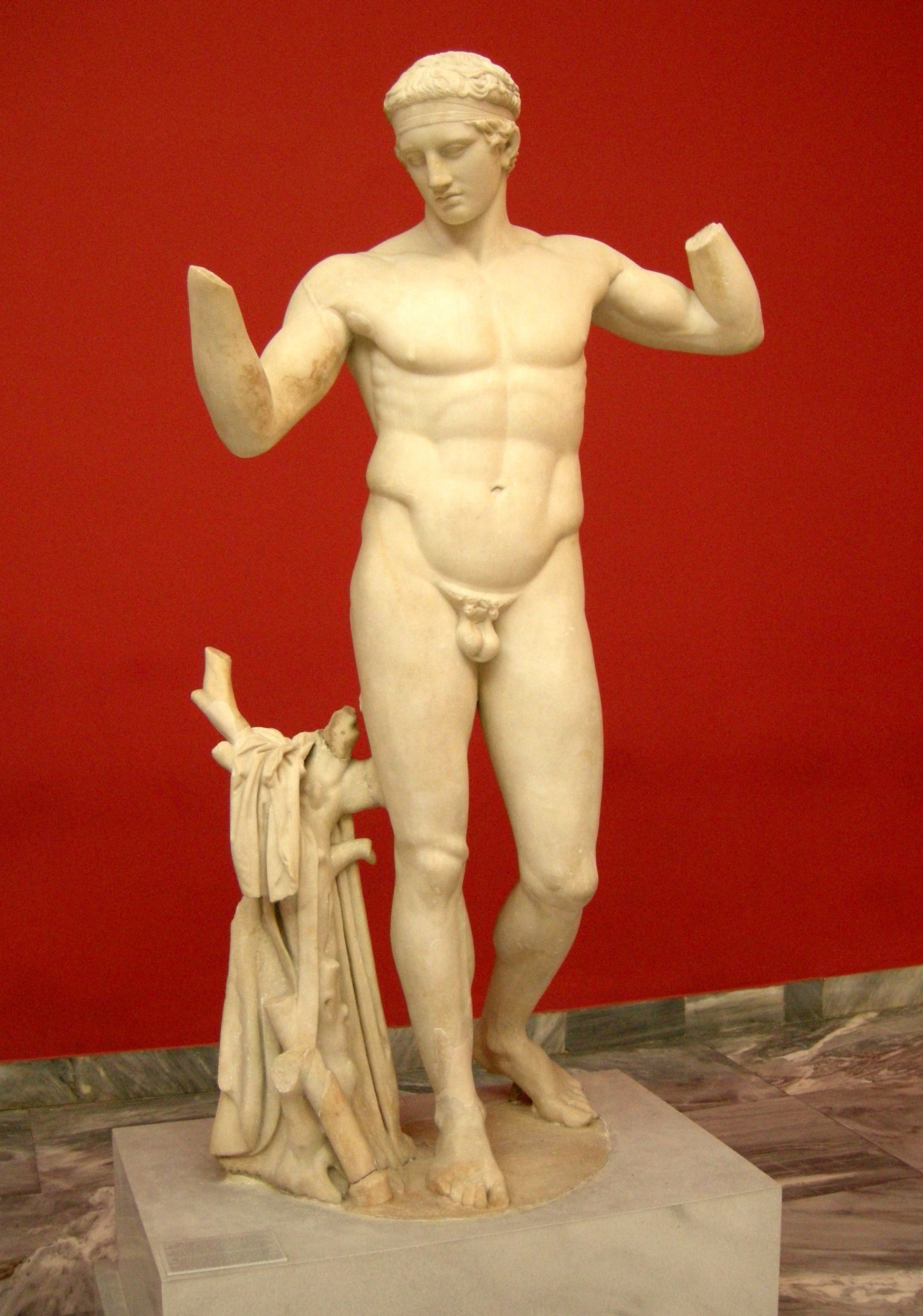
Statua di Diadumeno, da Delo. Copia in marmo del 100 a.C. circa. Museo archeologico nazionale di Atene 1826.

È datato intorno al 430-425 a.C.; rappresenta Apollo o più semplicemente un atleta che lega intorno alla propria fronte la fascia del vincitore (Atene, Museo archeologico nazionale 1826). La struttura è simile a quella del Doriforo, con la sottolineata demarcazione dei piani, ma le braccia sono scostate dal corpo e l'asse di quest'ultimo si trova al centro, tra le gambe, comportando un modellato più sfuggente e una minore tensione tra le parti contrapposte. Questi aspetti che sembrano mostrare un'attenzione maggiore alla morbidezza del modellato, fanno seguito all'esperienza ateniese e comportano un allontanamento di Policleto dagli aspetti più cerebrali del suo lavoro. Con quest'opera egli apre alle questioni sulle quali si impegneranno gli artisti del IV secolo a.C., legate al colorismo delle superfici, ma soprattutto al «ritmo chiastico, inteso non soltanto come espressione di forze contrapposte, ma come equilibrio anche instabile che ha il suo rapporto con l'esterno».

## Scuola policletea
Un elenco degli allievi di Policleto viene riportato da Plinio ed una cospicua serie di basi firmate, proveniente dai santuari di Delfi e Olimpia, ne conferma la storicità. La prima fase della scuola è inoltre testimoniata dalla base del noto donario di Delfi, fatto erigere dagli spartani per la vittoria di Lisandro sugli ateniesi nel 405 a.C., opera alla quale collaborarono diversi scultori appartenenti alla scuola policletea di prima generazione. La scuola policletea proseguì infatti lungo tre generazioni di bronzisti giungendo sino all'età di Lisippo. All'interno della scuola le personalità isolabili e descrivibili sono poche e tra queste soprattutto la figura di Naucide, allievo di prima generazione e contemporaneo di Periklitos, Athenodoros, Dameas (di Kleitor in Arcadia), Patrokles e Kanachos. Alla seconda generazione appartengono quegli allievi fioriti intorno al 380-370 a.C.: Antifane, Policleto II, Alipo, Daidalos. Quest'ultimo come Naucide stempera gli aspetti strutturali policletei in figure allungate e dotate di maggiore umanità. Infine, fioriti alla metà del IV secolo a.C. si ricordano Kleon e Policleto III.
L'influsso di Policleto sulla scuola attica fu denso di conseguenze contribuendo a rendere più sfumate le distinzioni tra le due grandi tradizioni della scultura greca, quella attica appunto e quella peloponnesiaca; né Skopas né Prassitele poterono prescindere dall'opera del grande maestro di Argo.